# Chinua Achebe
Chinua Achebe, nigerijski pisatelj, novinar in urednik, * 15. oktober 1930, Ogidi, † 21. marec 2013, Boston, ZDA.
Po študiju je delal kot novinar in urednik za nigerijski državni radio. Med nigerijsko državljansko vojno 1967-70 je delal za Biafro, nato poučeval na univerzah v Kanadi, ZDA in Nigeriji. Njegov prvi roman Okonkwo (Things Fall Apart) iz leta 1958 je bil preveden v 40 jezikov. V njem opisuje nasprotja med kulturo ljudstva in britanskimi kolonizatorji. V romanu Nič več sproščeno (No Longer at Ease) iz leta 1960 satirično opisuje čas pred osamosvojitvijo Nigerije. V Božji puščici (Arrow of God) iz leta 1964 in Človeku iz ljudstva (A Man of the People) iz leta 1966 raziskuje zlorabo oblasti. V Mravljiščih v savani (Anthills of the Savannah) iz leta 1987 se sprašuje tudi o vlogi pisatelja v družbi in njegovi odgovornosti za spreminjanje sveta. Vojno je opisal v pesmih iz zbirke Pazi, brat po duši (Beware, Soul Brother) iz leta 1971 in v nekaterih kratkih zgodbah iz zbirke Dekleta v vojni (Girls at War) iz leta 1972. Od takrat naprej piše za otroke in je ustanovil literarno revijo Okike.